# نیدرنای
نیدرنای (به فرانسوی: Niedernai) یک کمون در فرانسه با جمعیت ۱٬۲۶۸ نفر است که در Canton of Obernai واقع شده‌است.